# Tutto da rifare
Tutto da rifare è un brano musicale del gruppo musicale italiano Velvet, pubblicato come singolo il 28 febbraio 2007.
Il brano è stato presentato al Festival di Sanremo 2007, eseguito nella serata degli ospiti assieme a Le Vibrazioni.
Il videoclip è stato girato nella città di Crema.

## Tracce
1. Tutto da rifare – 4:00
2. Femme fatale (feat. Mr. Koffee) – 3:51
3. Come sempre (acoustic version) – 3:23
4. I tuoi guai (e ne hai) (live in Milan 4.9.2005) – 6:09

## Classifiche
| Classifica (2007) | Posizione massima |
| ----------------- | ----------------- |
| Italia            | 27                |